# Gámeza (ort i Colombia)
Gámeza är en ort i Colombia.   Den ligger i departementet Boyacá, i den centrala delen av landet, 190 km nordost om huvudstaden Bogotá. Gámeza ligger 2 742 meter över havet och antalet invånare är 1 690.
Terrängen runt Gámeza är varierad. Runt Gámeza är det ganska glesbefolkat, med 30 invånare per kvadratkilometer. Närmaste större samhälle är Sogamoso, 17,2 km sydväst om Gámeza. Trakten runt Gámeza består i huvudsak av gräsmarker.